# Premi Ausiàs March de poesia
El Premi Ausiàs March de poesia és un premi creat el 1959 que atorga la ciutat de Gandia (País Valencià) en el marc del Premis Literaris Ciutat de Gandia que també inclouen el Premi Joanot Martorell de narrativa. Fou creat per commemorar el cinquè centenari de la mort del poeta. L'obra dels premiats és editada per Edicions 62.

## Llista de les obres premiades[2]
- 2025: Colombaire, d'Eduard Marco
- 2024: Insomni, de Salvador Ortells Miralles
- 2023: Un cowboy crepuscular, d'Eduard Olesti
- 2022: La llum subterrània, de Xavier Mas Craviotto
- 2021: Llum de cançó, de Miquel Àngel Llauger
- 2020: L'animal que parla, de Josep-Anton Fernández
- 2019: Les beceroles successives, de Ramon Boixeda
- 2018: Vertical, de Teresa Pascual
- 2017: Un arbre molt alt, de Jaume Coll Mariné
- 2016: El guant de plàstic rosa, de Dolors Miquel
- 2015: Obre les mans, de Xavier Macià[3]
- 2014: El plom de l'ham, de Joan Navarro
- 2013: Estranyament, de Manel Rodríguez-Castelló
- 2012: Dol, de Txema Martínez
- 2011: Caure, de Laia Noguera i Clofent
- 2010: Teranyines, d'Anna Montero
- 2009: Allà on les grues nien, d'Elies Barberà[4]
- 2008: Baladaspirina, de Rubén Luzón Díaz
- 2007: Llibre de les Brandàlies, d'Àngels Gregori
- 2006: Els joves i les vídues, de Carles Rebassa
- 2005: Ravals de l'alegria, de Miquel Martínez
- 2004: Oratòria, de Xavier Bru de Sala
- 2003: Semen (Semen sonor sobtat), d'Ivan Tubau Comamala
- 2002: De Nàpols, d'Iban León Llop
- 2001: El viatge d'allò que és dit, d'Albert Garcia Hernàndez
- 2000: Anatema, de Manel Garcia Grau
- 1999: Pòntiques, de Gaspar Jaén i Urban
- 1998: No sé si imagino, de Joana Bel
- 1997: Cercles de la mirada, de Vicent Alonso i Catalina
- 1996: D'equivocar-se així, de Enric Casasses
- 1985: El brell dels jorns, d'Antoni Vidal Ferrando
- 1979: Materials per a una mort meditada, de Marc Granell[5]
- 1966: Condenado a muerte de Félix Ros Cebrián i L'inventari clement de Vicent Andrés Estellés[6][7]
- 1959: Vacances pagades, de Pere Quart[8] i Claridad, de José Agustín Goytisolo[9]